# Space Opera (antología de 1996)
Space Opera es una antología del año 1996, de cuentos clásicos de ciencia ficción editada por los escritores Anne McCaffrey y Elizabeth Scarborough.